# Previews
Previews je čtrnáctá epizoda amerického televizního muzikálového seriálu Smash. Epizoda se poprvé vysílala dne 7. května 2012 na americké televizní stanici NBC.

## Děj epizody
Je první den veřejných zkoušek a s nimi mnoho práce a potíží.
Ivy (Megan Hilty) se probouzí vedle Deva (Raza Jaffrey). Po prvním představení Karen (Katharine McPhee) představí Deva Ivy a oba před ní předstírají, že se neznají a nikdy se nepotkali. Dev a Karen se usmíří a Karen kladně odpovídá na jeho požádání o ruku z dřívějška.
Michael Swift (Will Chase) je zpět a Julia (Debra Messing) se odmítá bavit s Tomem (Christian Borle), protože jednal za jejími zády. Když se Michael pokusí Juliu políbit, Julia konfrontuje Toma a přichází na myšlenku, že oni dva ve skutečnosti nejsou moc dobrý tým. Sam (Leslie Odom mladší) vezme Toma zbytek obsazení a tvůrců muzikálu do kostela. Julia a Tom se nakonec v kostele usmíří.
Při konci muzikálu Marylin zemře, ale nikdo z diváků netleská. Tom, Julia, Derek (Jack Davenport) and Eileen (Anjelica Huston) se snaží vymyslet nové zakončení, které by vybídlo obecenstvo k potlesku. Rebecca (Uma Thurman) sdílí s Karen své obavy kvůli nedostatku ohlasu a poté se začne dusit díky alergické reakci na arašídy, které byly obsaženy v jejím koktejlu. Když se Rebecca zotavuje v nemocnici, je to šance pro Karen i Ivy, aby získaly roli Marylin a zároveň všichni spekulují, kdo Rebeccu otrávil. Rebecca se poté co se uzdraví rozhodne, že je příliš vystrašená, než aby pokračovala v muzikálu a proto muzikál těsně před premiérou opouští.

## Seznam písní
- "Let Me Be Your Star"
- "The 20th Century Fox Mambo"
- "Mr. & Mrs. Smith"
- "Don't Say Yes Until I Finish Talking"
- "Smash!"
- "Secondhand White Baby Grand (reprise)"
- "September Song"
- "Stand"

## Natáčení
Skladatelé seriálu Marc Shaiman a Scott Wittman měli v této epizodě cameo role jako pianista v restauraci, který doprovází Eileen při "September Song" a barový mecenáš.

## Ohlasy
Internetový server The A.V. Club dal této epizodě známku 2-.

## Sledovanost
Tuto epizodu sledovalo v den vysílání 5,72 milionů amerických diváků a získala rating 1,8/5.